# Песня имён (фильм)
«Пе́сня имён» (англ. The Song of Names) — фильм-драма 2019 года. Режиссёр — Франсуа Жирар. В основе сценария — одноимённая книга британского писателя и музыковеда Нормана Лебрехта. В фильме снимались Тим Рот и Клайв Оуэн, которые играют друзей детства, чьи жизни изменила Вторая мировая война.

## Сюжет
Еврейская семья погибает в лагере смерти Треблинка во время Холокоста, и выживает только один их ребёнок — гениальный скрипач Довидл, который ещё до войны остался в Лондоне в приемной семье Симмондсов для продолжения музыкального образования. А для их сына Мартина он становится настоящим братом. Но Довидл пропадает в день, когда должен состояться его первый концерт.
Спустя 35 лет,  в 1976-году, Мартин подметив у юного скрипача жест, которому тот мог научиться только у Довидла, догадался, что Довидл жив и бросается на его поиски. Мартин отправляется в Польшу, чтобы найти своего брата.
Встретив бывшую любовь Довидла, Мартин выяснил, что Довидл живёт в Нью-Йорке. Мартин отправился туда и нашёл его. Довидл женат и имеет детей. Мартин злится на Довидла и пытается уговорить его выступить на концерте. Довидл сначала отказывается, но потом соглашается на двух условиях (не раскрытых в сцене).
Два месяца спустя Мартин и его жена посещают концерт, где Довидл сначала играет с оркестром, а затем устраивает сольное выступление, в котором он играет «Песнь имён», вспоминая свою семью. Затем Мартин получает письмо от Довидла, в котором говорится, что первый должен думать о втором как о мёртвом, и они никогда больше не должны встречаться. Фильм заканчивается тем, что Мартин читает кадиш, неохотно признавая, что Довидл теперь мёртв, хотя на самом деле это не так.

## Выпуск
Премьера фильма состоялась на Международном кинофестивале в Торонто в 2019 году.

## Критика
Фильм получил смешанные отзывы, включая и отрицательные. По состоянию на август 2020 года 39 % из 56 отзывов, собранных на сайте агрегатора обзоров Rotten Tomatoes, являются положительными со средней оценкой 5,30 из 10. Согласно единодушному мнению критиков веб-сайта, «Песня Имен» сделан из интригующих ингредиентов, но они никогда полностью не сливаются в единую драму.